# Zagarancea
Zagarancea è un comune della Moldavia situato nel distretto di Ungheni di 3.523 abitanti al censimento del 2004.

## Località
Il comune è formato dall'insieme della seguenti località (popolazione 2004):
- Zagarancea (1.482 abitanti)
- Elizavetovca (269 abitanti)
- Semeni (1.772 abitanti)